# 이운형
이운형(李運衡, 1891년 3월 24일 ~ 1972년 3월6일)은 일제 강점기 독립운동가이자 개신교 목사이다. 서로군정서에서 활동했고 3.1운동에 참여했다. 본관은 고성(固城). 안동 출신. 부친은 안동에서 최초 만세운동을 했던 이상동(李相東)이며, 백부는 임시정부 초대 국무령인 이상룡(李相龍)이다. 자는 중약(重若), 호는 백광(白光). 1990년 건국훈장 애족장이 추서됐다.

## 생애
1891년 안동에서 태어났다. 그의 집은 3대에 걸쳐 9명의 독립유공자를 배출한 임청각(보물 제182호)이다. 아버지는 안동에서 최초 만세운동을 주도한 이상동, 큰아버지는 임시정부 초대 국무령 이상룡이다. 안동 최초의 근대식 학교인 협동학교를 1기로 졸업했다.
20살 되던 해 큰아버지 이상룡을 따라 만주로 망명해 김동삼(金東三), 이청천(李靑天) 등과 더불어 항일투쟁을 했다. 1919년 3월 1일 탑골공원에서 만세시위에 참여했다. 서로군정서 비밀특파원으로 만주와 국내를 오가며 활동하던 중 일본 경찰에 체포돼 서대문형무소에서 4개월간 복역했다.
그해 11월 황종화(黃鍾和), 이영봉(李永鳳), 김규열(金圭烈) 등과 함께 서울 권농동 남효원(南孝元)의 집에서 수차례 회합을 가진 후 임시정부 요원 강태동(姜泰東)으로부터 독립문서를 교부받았다. 그후 대구로 내려가 최익무(崔益武)에게 문서를 전달하고 '한인관리퇴직권고문'을 각 관공서에 배포하다가 체포되어 다시 서대문형무소에 투옥, 3년간 복역했다.
1930년 평양장로회신학대학을 졸업하고 경남노회에서 목사안수를 받은 후, 영주읍교회(현 영주제일교회) 등에서 목사로 시무했다. 창씨개명과 신사참배를 거부하다가 다시 투옥됐다. 광복 이후 대구 계성학교 교목으로 근무했다. 1972년 미국 시카고에서 사망했다. 1990년 건국훈장 애족장에 추서됐다.

## 가계
- 부친 : 이상동(李相東)
  - 형 : 이형국(李衡國)
    - 아들 : 이성화(李聖華)
      - 손자 : 이국진(李國鎭)

    - 아들 : 이경화(李景華)
    - 아들 : 이인화(李仁華)
    - 딸 : 이인숙(李仁淑)
    - 아들 : 이영화(李永華)
    - 아들 : 이덕화(李德華)

  - 동생 : 이제형(李齊衡)
- 백부 : 이상룡(李相龍)
  - 사촌 : 이준형(李濬衡)
    - 당질: 이병화(李炳華)
- 숙부 : 이봉희(李鳳羲)
  - 사촌 : 이광민(李光民)
  - 사촌 : 이광국(李光國)
- 종조부 : 이승화(李承和)

## 참고 자료
- 이인숙, 이덕화 《백광 이운형 목사의 일기·설교·한시》 2006
- 이종서 《군자불기의 임청각, 안동 고성이씨 종가》2016
- 허은 《아직도 내 귀엔 서간도 바람소리가》 2010
- 국가보훈처
- 경상북도독립운동기념관
- 디지털안동문화대전
- 유교넷 (안동)독립운동가 700인